# العصبون الحركي ألفا
العصبونات الحركية ألفا (α) هي عصبونات حركية سفلية متعددة الأقطاب لجذع الدماغ والنخاع الشوكي. تعصّب الألياف العضلية خارج المغزلية للعضلات الهيكلية وتُعد مسؤولة بشكل مباشر عن بدء الانقباض العضلي. تختلف العصبونات الحركية ألفا عن العصبونات الحركية غاما المسؤولة عن تعصيب الألياف العضلية داخل المغزلية للمغازل العضلية.
تقع أجسام خلايا هذه العصبونات في الجهاز العصبي المركزي، إلا أنها تشكل أيضًا جزءًا من الجهاز العصبي الجسدي – جزء من الجهاز العصبي المحيطي – بسبب امتداد محاورها العصبية إلى المحيط معصبةً العضلات الهيكلية.
يشكل العصبون الحركي ألفا مع الألياف العضلية التي يعصبها وحدة حركية. تحتوي التجميعة العصبية الحركية على أجسام الخلايا لجميع العصبونات الحركية ألفا المشاركة في انقباض عضلة ما.

## الأهمية السريرية
يُعد تلف العصبونات الحركية ألفا أكثر آفات العصبونات الحركية السفلية شيوعًا. قد ينتج التلف عن إصابة رضية ونقص التروية والعدوى وما إلى ذلك. بالإضافة إلى ذلك، ترتبط أمراض معينة بالفقدان الانتقائي للعصبونات الحركية ألفا. على سبيل المثال، يحدث شلل الأطفال نتيجة الإصابة بفيروس يستهدف العصبونات الحركية للقرن البطني في النخاع الشوكي على وجه التحديد ويقتلها. بالمثل، ترتبط الإصابة بالتصلب الجانبي الضموري مع الفقدان الانتقائي للعصبونات الحركية ألفا.
يُعد الشلل أحد أكثر تأثيرات تلف العصبونات الحركية ألفا ضررًا. تتولى العصبونات الحركية ألفا مهمة التعصيب الوحيد للألياف العضلية خارج المغزلية، بالتالي، تؤدي الفقدان المعتبر لهذه العصبونات إلى قطع الاتصال بين جذع الدماغ والنخاع الشوكي من جهة والعضلات التي تعصبها من جهة أخرى. دون هذا الاتصال، يستحيل استمرار التحكم العضلي الإرادي واللاإرادي (المنعكس). تحدث خسارة التحكم العضلي الإرادي نتيجة تحكم العصبونات الحركية ألفا بنقل الإشارات من العصبونات الحركية العليا إلى الألياف العضلية. تنتج خسارة التخمن العضلي اللاإرادي بدورها عن انقطاع الأقواس الانعكاسية مثل منعكس الشد. يتسبب انقطاع المنعكسات في انخفاض التوتر العضلي، ما يؤدي إلى حدوث خزل رخو. بالإضافة إلى ذلك، يحدث تثبيط في المنعكسات الوترية العميقة، ما يؤدي إلى ضعف المنعكسات.
يُعتبر ضعف العضلات والضمور من النتائج الحتمية لآفات العصبونات الحركية ألفا. يعود ذلك إلى ارتباط قوة العضلات وحجمها بمدى استخدامها، ما يؤدي إلى ضمور العضلات مزالة التعصيب. ينتج الضمور العضلي أيضًا عن عدم تزويد العضلات مزالة التعصيب بالمواد الغذائية اللازمة من العصبونات الحركية ألفا المعصبة لها. بالإضافة إلى ذلك، تسبب آفات العصبون الحركي ألفا جهود تخطيط كهربائية العضل «إي إم جي» (على سبيل المثال، جهود الرجفان) غير الطبيعية والارتجاف الحزمي غير الطبيعي، الذي يُعد انقباضات عضلية عفوية لاإرادية.
تتميز الأمراض المضعفة للإشارة بين العصبونات الحركية ألفا والألياف العضلية خارج المغزلية، أي أمراض الموصل العصبي العضلي، بأعراضها المماثلة لأعراض أمراض العصبونات الحركية ألفا. على سبيل المثال، يُعد الوهن العضلي الوبيل من الأمراض المناعية الذاتية التي تعيق الإشارة عبر الموصل العصبي العضلي، ما يؤدي إلى زال تعصيب وظيفي للعضلات.